# دون مريديث
دون مريديث (بالإنجليزية: Don Meredith)‏ هو سياسي كندي، ولد في 13 يوليو 1964 في جامايكا. حزبياً، نشط في حزب المحافظين الكندي. وقد انتخب عضو مجلس الشيوخ الكندي.